# Colostygia aslae
Colostygia aslae là một loài bướm đêm trong họ Geometridae.